# Palm Pre
Palm Pre (ou Palm Prē) é o aparelho smartphone da Palm. Foi apresentado na edição 2009 da CES (Consumer Electronics Show).
Utiliza o novo sistema operacional WebOS, baseado em Linux com a capacidade de rodar aplicativos baseados em código HTML, CSS e Javascript.
Exibe uma interface touchscreen e um layout intuitivo. Conta com conexão CDMA EVDO da operadora americana Sprint. No entanto, já se sabe de uma versão que utiliza conexão UMTS/HSDPA, possivelmente para uso em outros países além dos Estados Unidos. Aguarda-se uma versão GSM.

## Características
As principais características podem ser vistas no site de divulgação do Palm Pre.

### Sistema Operacional
A Palm utiliza em seus telefones o antigo Palm OS (Palm Centro e Treo) e o não tão antigo, mas desajeitado, Windows Mobile (Palm Treo Pro, Treo 750 e Treo 700wx). O Palm OS está deveras ultrapassado, sendo muito rejeitado pelo mercado consumidor, enquanto o Windows Mobile estava presente nos telefones mais novos da Palm e não é tão versátil quanto o iPhone OS usado no iPhone. Esperava-se que a empresa encolhesse e desaparecesse do mercado competitivo de smartphones. Então, ao exibir o Pre, a Palm também mostra seu novo sistema operacional, totalmente novo e desvinculado ao antigo Palm OS. Surge o novo WebOS, baseando em código Linux. Em exibições feitas na CES, o WebOS, em interação com o hardware do aparelho, exibem uma ótima performance, com pouquíssimo tempo de reação aos toque na tela e com ótima intuitividade no seu uso. Os softwares usados pelo WebOS podem ser baseados em códigos simples e de fácil acesso, como HTML, CSS e Javascript, permitindo que qualquer um com conhecimentos suficientes possa criar aplicativos para o smartphone. Isso é um grande diferencial para o iPhone e para os celulares baseados em Android, que cobram pela venda de aplicativos em suas respectivas lojas virtuais.
O sistema permite a execução de múltiplos aplicativos, que podem ser alternados de acordo com a vontade do usuário. Um recurso interessante é a busca universal, em que o usuário pode inserir uma palavra-chave para que o sistema busque em toda sua biblioteca por recursos, arquivos e também em referências online, facilitando o acesso aos diversos recursos.

### Tela
Tela de 3,1", 24 bits de cores, 320x480 HVGA. Assim como vários smartphones lançados recentemente, o Palm Pre se baseia no uso de tela sensível a toque. O sistema operacional foi desenvolvido para permitir uma interação mais intuitiva com o sistema de touchscreen, que é sensível ao toque também fora da área de tela, incluindo o recurso multi-touch, que reconhece mais de um toque simultaneamente. Dispensa o uso da clássica caneta Stylus.

### Conectividade
Possui conectividade 3G usando a tecnologia CDMA EVDO, sendo tal serviço exclusivo para este aparelho da operadora de telefonia móvel americana Sprint. Possui ainda conexão Wi-Fi, Bluetooth, GPS, aGPS.

### Câmera
Possui câmera de 3mp para fotos e filmagem. Flash de LED branco e auto-foco.

### Capacidade de armazenamento
Possui memória flash interna de 8GB(sendo 7.2GBs disponíveis para o usuário). O Pre não possuí slot de expansão para cartões SD.

### Outros recursos
Possui acelerômetro, que permite que a tela seja girada de acordo com a posição do telefone, sensor de luz ambiente e sensor de proximidade do usuário (desativa a tela de toque enquanto encosta no rosto para atender chamadas e evitar a execução de comandos indesejados). Possui teclado deslizante QWERTY na vertical, ao contrário de outros smartphones que usam teclado QWERTY deslizante horizontal.

### Principais concorrentes
- Apple iPhone
- LG Genius
- LG Prada
- LG Viewty
- Samsung Omnia
- HTC Diamond
- HTC G1
- HTC Touch
- HTC Touch Pro
- Blackberry Bold
- Blackberry Storm
- Nokia N95 e N95 8GB
- Nokia N96
- Nokia N97
- Nokia 5800 XpressMusic